# North West Coastal Highway
De North West Coastal Highway is een weg in het noordwesten van West-Australië. Hij verbindt Geraldton met Port Hedland. Carnarvon is met haar ongeveer 4.500 inwoners de grootse plaats langs de 1.300 kilometer lange weg. De North West Coastal Highway verbindt de regio's Mid West, Gascoyne en Pilbara. 
De weg maakt volledig deel uit van de West-Australische National Route 1. National Route 1 maakt dan weer deel uit van Highway 1, de ringweg rond Australië die de hoofdsteden van de deelstaten verbindt.

## Geschiedenis
Voor het midden van de jaren 1920 diende men landinwaarts langs Mullewa, Dairy Creek en Gascoyne Junction te reizen indien men zich ten noorden van Geraldton wenste te begeven. In 1926 werd een rechtstreekse weg tussen Geraldton en Carnarvon aangelegd waardoor de reis 160 kilometer korter werd. De weg was eerst niet meer dan een onverhard pad dat door sandelhoutsnijders werd gebruikt. Omdat er nergens water te vinden was, werden acht watertanks langs het traject geplaatst. De tanks vingen neerslag op langs het dak en werden vernoemd naar de afstand die ze van Carnarvon lagen: 40, 55, 85, 110, 125, 150, 180, en 200 mijlen. De watertanks vervulden een levensbelangrijke functie. Nadat de weg verhard werd verloren ze aan belang en werden geleidelijk aan weggenomen. Enkel de achtste tank die 200 kilometer van Geraldton en 300 kilometer van Carnarvon ligt wordt nog door reizigers gebruikt.
West-Australiës Nomenclature Advisory Committee stelde in oktober 1940 voor de weg van Midland naar Geraldton 'Great Northern Highway' te noemen naar analogie met de Great Eastern Highway en de Great Southern Highway. Ook verderop naar het noorden wenste men de wegen te benoemen. Tegen juli 1941 had het comité haar voorstel uitgebreid tot drie wegen in het noorden van de staat: Great Northern Highway voor de Midland Junction - Wyndham road, Geraldton Highway voor het Walebing–Mingenew–Geraldton traject en North West Coastal Highway voor "de weg van Geraldton naar De Grey, via Northampton, Galena, Carnarvon, Boolaganoo, Winning Pool, Giralia, Yanrey, Onslow, Peedamullah, Mardie, Karratha, Roebourne, Whim Creek, Mundabullangana en Port Hedland". Het voorstel werd goed ontvangen door de gemeentebesturen en road boards.
De naam North West Coastal Highway werd officieel van kracht op 21 april 1944. De weg was echter maar verhard tot iets voorbij Northhampton, 50 kilometer ten noorden van Geraldton. Verderop bestond het grotendeels uit een reeks paden door pastoraal land. Er rijden was het hele jaar door moeilijk en gevaarlijk. De weg was zeer stoffig in het droge seizoen. Sommige secties bestonden uit onbegaanbaar zand terwijl andere bestonden uit kalkstenen rotsformaties die de banden beschadigden. In het regenseizoen werden secties van de weg moeras of helemaal weggeslagen door overstromingen.
De economische groei in West-Australiës noordelijke regio's in de jaren 1940 zette de overheid ertoe aan het mobiliteitsbudget tussen 1946 en 1952 te vervierdubbelen. Twee ploegen arbeiders werden toegewezen aan het 1.400 kilometer lange traject van de North West Coastal Highway. Gezien de enorme lengte van de weg en de vernietigende orkanen in de Gascoyne en Pilbara die in een tel weken werk vernielden, waren de verbeteringen onbeduidend.

### Verharding
In de late jaren 1950 werd een project om de weg tussen Geraldton en Carnarvon te verharden geïnitieerd. Het verharden van de weg in noordelijke richting was in de voorgaande jaren weliswaar voortgezet maar slechts aan een tempo van ongeveer 13 tot 16 kilometer per jaar. Het tempo werd verhoogd en tegen 1960 was een 160 kilometer lang traject net ten zuiden van Carnarvon verhard. Midden 1960 reikte de verharde weg 217 kilometer voorbij Geraldton en tot 183 kilometer ten zuiden van Carnarvon. Tussenin lag nog 122 kilometer onverharde weg. Het project werd afgewerkt in 1962 en op 1 september werd de weg officieel geopend. De voltooiing van het verhardingsproject leidde tot meer toeristisch verkeer en een langer toeristisch seizoen.
In 1961 raasde een zware orkaan door de streek rond Carnarvon en veroorzaakte veel schade aan het wegennetwerk. Vele wegen in riviervlakten werden volledig weggespoeld en de North West Coastal Highway stond tot 97 kilometer langs beide kanten van Onslow volledig onderwater. Carnarvon werd twee weken van alle verkeer afgesneden en het duurde maanden om alle schade te herstellen. De goedkeuring werd verleend om de weg meer landinwaarts te verleggen om minder last van overstromingen te hebben.
In de jaren 1960 werd de North West Coastal Highway boven Carnarvon een belangrijke verbindingsweg voor de ontwikkeling van de extensieve veeteelt, het toerisme en de opkomende ijzerertsmijnindustrie in de Pilbara. In 1966 was het verkeersvolume gestegen tot 150 voertuigen per dag en de onverharde weg had voortdurend onderhoud nodig om aan de vraag te voldoen. Er waren ook geregeld vertragingen door overstromingen. De overheid kondigde in 1966 aan de weg, over een periode van negen jaar, tot Port Hedland te verharden. Grote delen van het traject zouden ook verplaatst worden tot boven de riviervlakten. Het nieuwe traject zou 80 kilometer korter worden en toestaan rivieren gemakkelijker te overbruggen.
De werken startten in Carnarvon en tegen 1969 was 310 kilometer weg verhard. Bij de aanleg werd materiaal gebruikt dat plaatselijk voorhanden was en de bouwtechnieken werden aan de plaatselijke omstandigheden aangepast. Toch diende men soms materialen over lange afstanden te vervoeren. Water, schaars in het droge noorden, werd tot 24 kilometer ver vervoerd, granulaat tot 160 kilometer ver en asfalt tot 1.370 kilometer ver. Er waren 31 bruggen nodig om rivieren te overbruggen die het hele jaar droog stonden maar plots op drie maanden tijd tot 1.300 mm regen ontvingen zoals rond Onslow in 1961. De bruggen werden gebouwd om bestand te zijn tegen twintigjarige overstromingen. Ook op nog zwaardere omstandigheden werd voorzien. De aanlopen werden lager gebouwd dan de bruggen zodat bij overstromingen het water niet over de brug maar over de aanlopen zou stromen.
Het verharden van de volledige North West Coastal Highway was bijna voltooid in 1973. Bijkomende middelen om de weg te voltooien werden voorzien waardoor de laatste sectie tussen Roebourne en Port Hedland slechts vijf maanden in beslag nam. Op 6 december 1974 tijdens een ceremonie in South Hedland werd de weg officieel open verklaard door premier Charles Court. De uiteindelijke kost van het project steeg tot AU $31 miljoen , aanzienlijk meer dan de geraamde 17 miljoen. Dit lag voornamelijk aan twee oorzaken: de strengere bouwstandaarden en de inflatie die tussen 1970 en 1974 van 4% naar 13% steeg.

### Verdere opwaardering
In de jaren 1980 werd de resistentie tegen overstromingen verhoogd door de bouw van nieuwe bruggen. De Galena-brug over de Murchison werd geopend op 9 december 1983 en de nieuwe brug over de Harding nabij Roebourne op 22 maart 1985. In de late jaren 1980 werden verscheidene delen van het West-Australische wegennetwerk opgewaardeerd waarbij de slechtste secties voorrang kregen. In augustus 1988 werd de laatste 5,5 kilometer tussen Geraldton en Carnarvon opgewaardeerd waardoor het hele traject naar standaard was. De daaropvolgende twee jaar kregen verschillende delen van de weg, met een gezamenlijke lengte van 241 kilometer, een nieuwe verharde laag. 45 kilometer weg werd van 6,2 meter tot 7 meter verbreed en kreeg een 1 meter brede verharde berm langs beide kanten.
De meest noordelijke sectie van de weg, net onder Port Hedland, werd in 1996 onderdeel van de Great Northern Highway. Over een periode van tien jaar tussen 1996 en 2006 werden talrijke verbeteringen aan de weg aangebracht. Kruispunten en secties in de bebouwde kom werden heraangelegd, bestaande bruggen werden versterkt en nieuwe bruggen vervingen bestaande bruggen of gelijkvloerse wegen in riviervlakten. Bijkomende werken waren nodig om schade, opgelopen door natuurlijke gebeurtenissen, te herstellen. Secties weggespoeld door overstromingen in 2003 werden in oktober dat jaar hersteld en herstellingen na de orkaan Monty in maart 2004 werden tegen november dat jaar voltooid.
Het grootste project in landelijk West-Australië in die periode was de eerste fase van de Geraldton Southern Transport Corridor. Het project, uitgevoerd tussen maart 2004 en december 2005, kostte $92,5 miljoen. De tweede fase werd uitgevoerd van december 2008 tot december 2009. In het tweede decennium van de 21e eeuw werd de weg op verscheidene plaatsen verbreed, bermen werden verhard en men bouwde nog twee bruggen in riviervlakten.

## Beschrijving

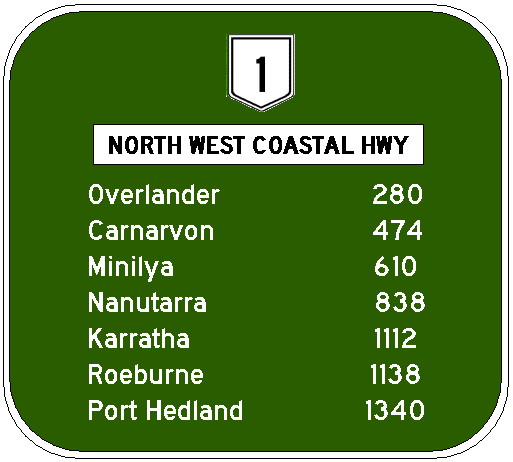
Verkeersbord National Route 1 North West Coastal Highway

De North West Coastal Highway volgt een route langs de kust door het noordwesten van West-Australië. De weg begint in de stad Geraldton in de regio Mid West. De weg loopt 50 kilometer in noordelijke richting tot het dorpje Northampton en vervolgens 425 kilometer tot Carnarvon, de grootste plaats langs de 1.300 kilometer lange weg. Vanaf Carnarvon loopt de weg 660 kilometer in noordoostelijke richting tot Roebourne, 30 kilometer voorbij de afslag naar Karratha. De North West Coastal Highway eindigt 160 kilometer verder in oostelijke richting op de Great Northern Highway, 30 kilometer buiten Port Hedland. Tussen Roebourne en Port Hedland liggen er op het plaatsje Whim Creek na enkel maar roadhouses langs de weg.
De North West Coastal Highway geeft toegang tot de toeristische bestemmingen Shark Bay, Coral Bay en Exmouth. De weg ondersteunt de gediversifieerde economieën van de regio's Mid West en Gascoyne die bestaan uit onder meer landbouw, visserij, mijnindustrie en toerisme, en de economie van de regio Pilbara die naast extensieve veeteelt en mijnindustrie verbreedt naar  gas- en olieproductie.
De hele North West Coastal Highway maakt deel uit van de West-Australische National Route 1 die deel uitmaakt van de Australische Highway 1, de ringweg rond Australië. Secties van de North West Coastal Highway maken deel uit van de toeristische routes Batavia Coast Tourist Way (Tourist Drive 354) en Cossack Tourist Way (Tourist Drive 351). Het merendeel van de weg bestaat uit een rijbaan met twee rijstroken en kent een toegelaten snelheid van 110 km/u. In de bebouwde kom daalt de toegelaten snelheid tot 50, 60 of 70 km/u.

### Geraldton naar Carnarvon
De North West Coastal Highway begint op de diamantaansluiting aan het noordelijke uiteinde van de Brand Highway. Vanaf de aansluiting loopt de weg in oostelijke richting en maakt, na een kruispunt met verkeerslichten waar de weg de Geraldton–Mount Magnet Road kruist, een bocht naar het noorden. De weg gaat vervolgens 8 kilometer door de buitenwijken van Geraldton, waarna het landschap verandert in scrubland. Op het 50 kilometer ten noorden van Geraldton gelegen dorp Northampton na, zijn de enige bewoonde plaatsen op het 425 kilometer lange traject tot Carnarvon vier Roadhouses. Binnu Roadhouse ligt 11 kilometer ten zuiden van de afslag naar Kalbarri, Billabong Roadhouse ligt 50 kilometer ten zuiden van de afslag naar Shark Bay. Aan de afslag naar Shark Bay ligt het Overland Roadhouse. Wooramel Roadhouse ligt nabij de kruising met de rivier Wooramel.
Carnarvon, gelegen aan de monding van de rivier Gascoyne, is het enige grote dorp tussen Geraldton en Karratha. Het is een oase in de droge regio. Ten oosten van het dorp naast de rivier wordt het landschap bepaald door bananen- en andere landbouwplantages. De wijdere omgeving bestaat hoofdzakelijk uit scrubland. De North West Coastel Highway loopt langs de rand van Carnarvon en kruist de rivier Gascoyne, 9 kilometer ten noordoosten van Robinson Street, de hoofdweg naar Carnarvon.

### Carnarvon naar Port Hedland
Ten noorden van Carnarvon loopt de North West Coastal Highway door woestijngebied en wordt zeer vlak. Bruggen overbruggen de vele efemere rivieren en kreken.  185 kilometer voorbij Carnarvon staat het Minilya Roadhouse nabij de rivier Minilya. 7 kilometer verderop is de afslag naar de toeristische streek rond de Noordwestkaap met het nationaal park Cape Range, Coral Bay en Exmouth. 
Na 100 kilometer bereikt de North West Coastal Highway de regio Pilbara en draait landinwaarts. De weg loopt 130 kilometer in noordoostelijke richting en kruist de rivier Ashburton nabij Nanutarra Roadhouse. De weg snijdt de Nanutarra Munjina Road, de toegangsweg naar de mijnwerkersdorpen Tom Price en Paraburdoo en het spookdorp Wittenoom.
De daaropvolgende 260 kilometer kruist de North West Coastal Highway de rivier Robe aan de afslag naar Pannawonica, de rivier Fortescue met het nabijgelegen Fortescue Roadhouse en de rivier Maitland, waarna Karratha Roadhouse bereikt wordt. De Roadhouse is gelegen aan de afslag naar Karratha, Dampier en het schiereiland Burrup. Nog 40 kilometer verder naar het oosten is Roebourne de toegangspoort tot Wickham, Point Samson en het spookdorpje Cossack. De weg vervolgt 125 kilometer in oostelijke richting tot het plaatsje Whim Creek, kruist de rivier Yule na nog eens 55 kilometer en eindigt 20 kilometer verder op de Great Northern Highway, 30 kilometer ten zuidwesten van Port Headland en South Headland.

## Galerij

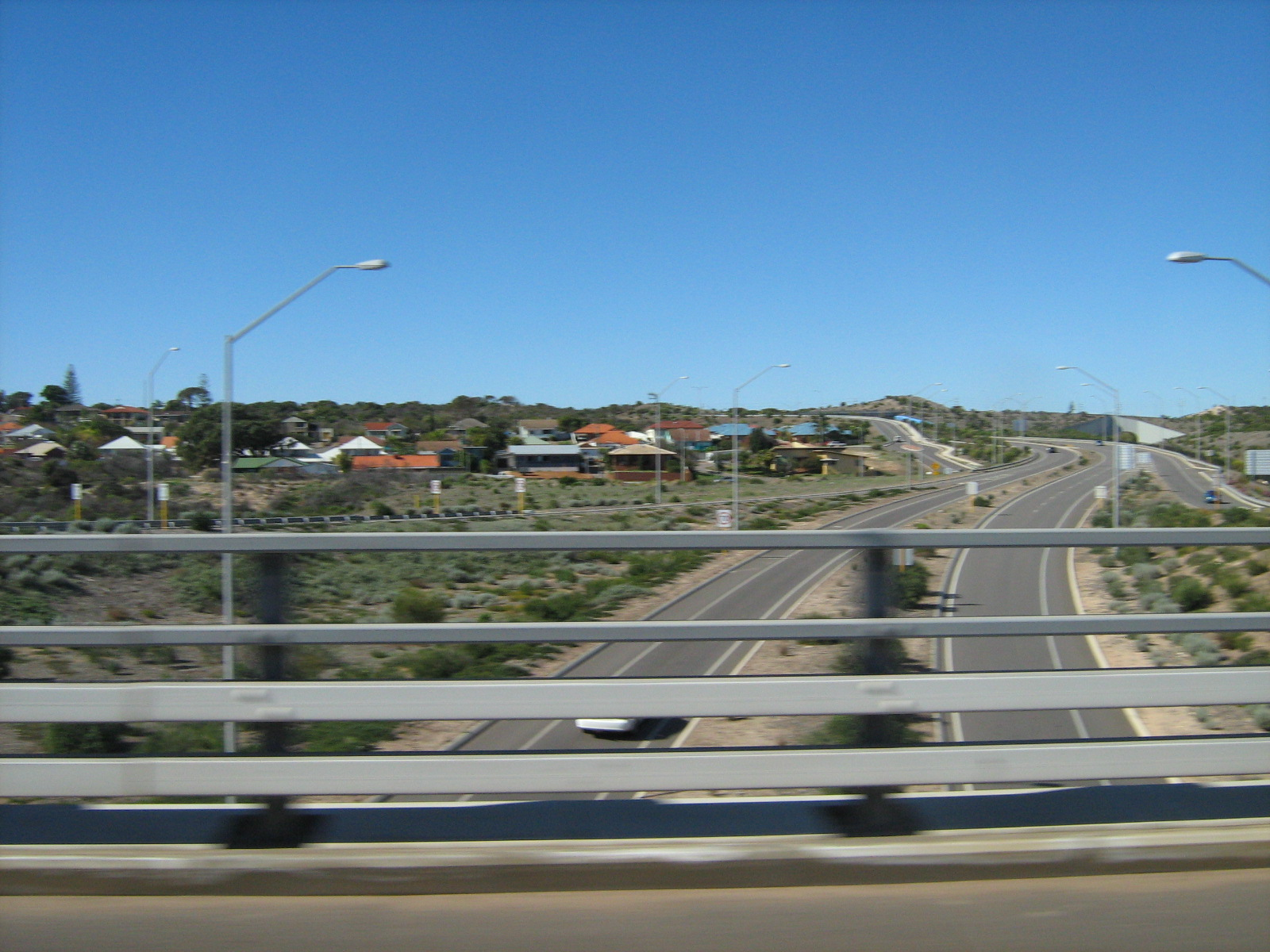
begin van de weg nabij Geraldton
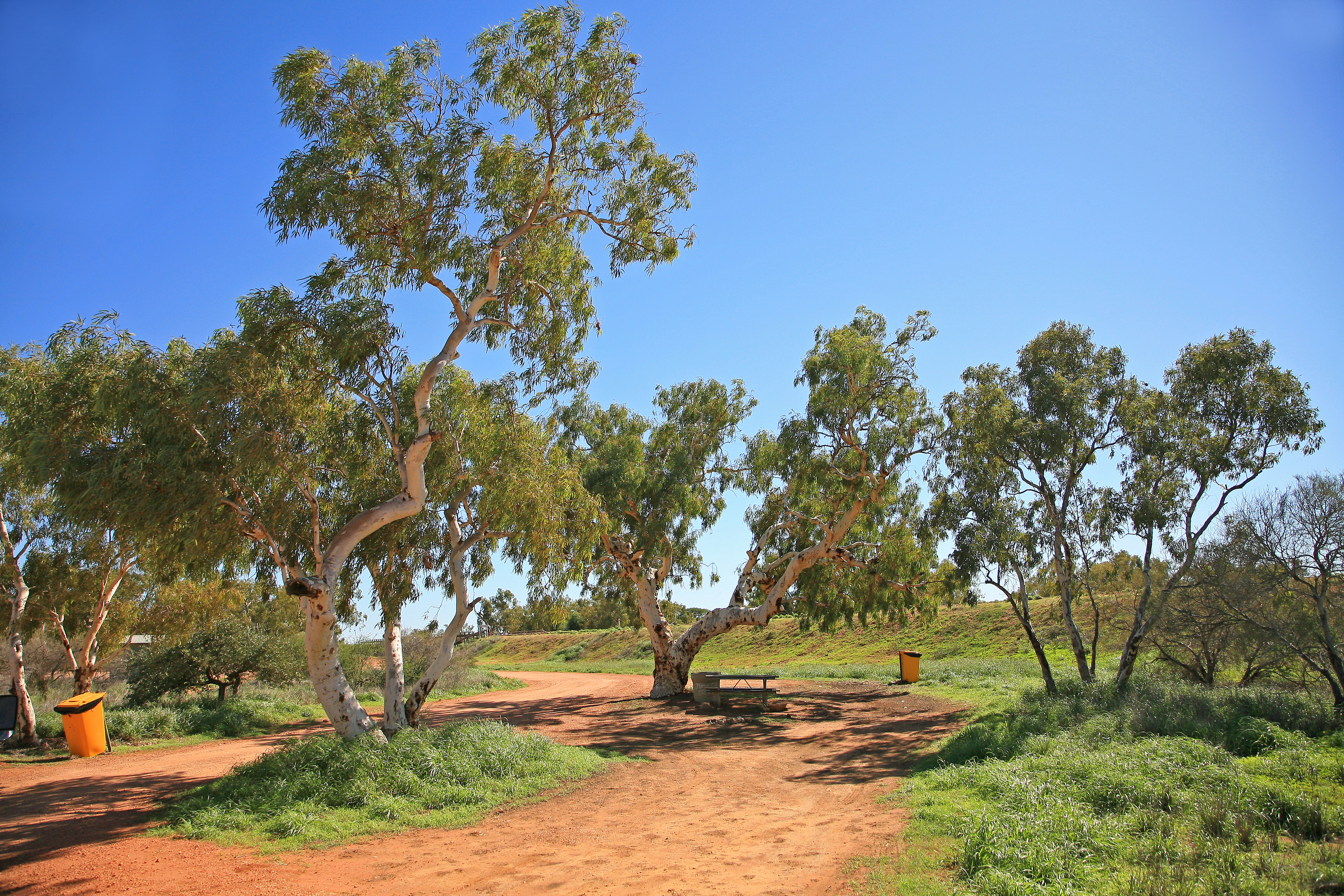
Lyndon Rest Area
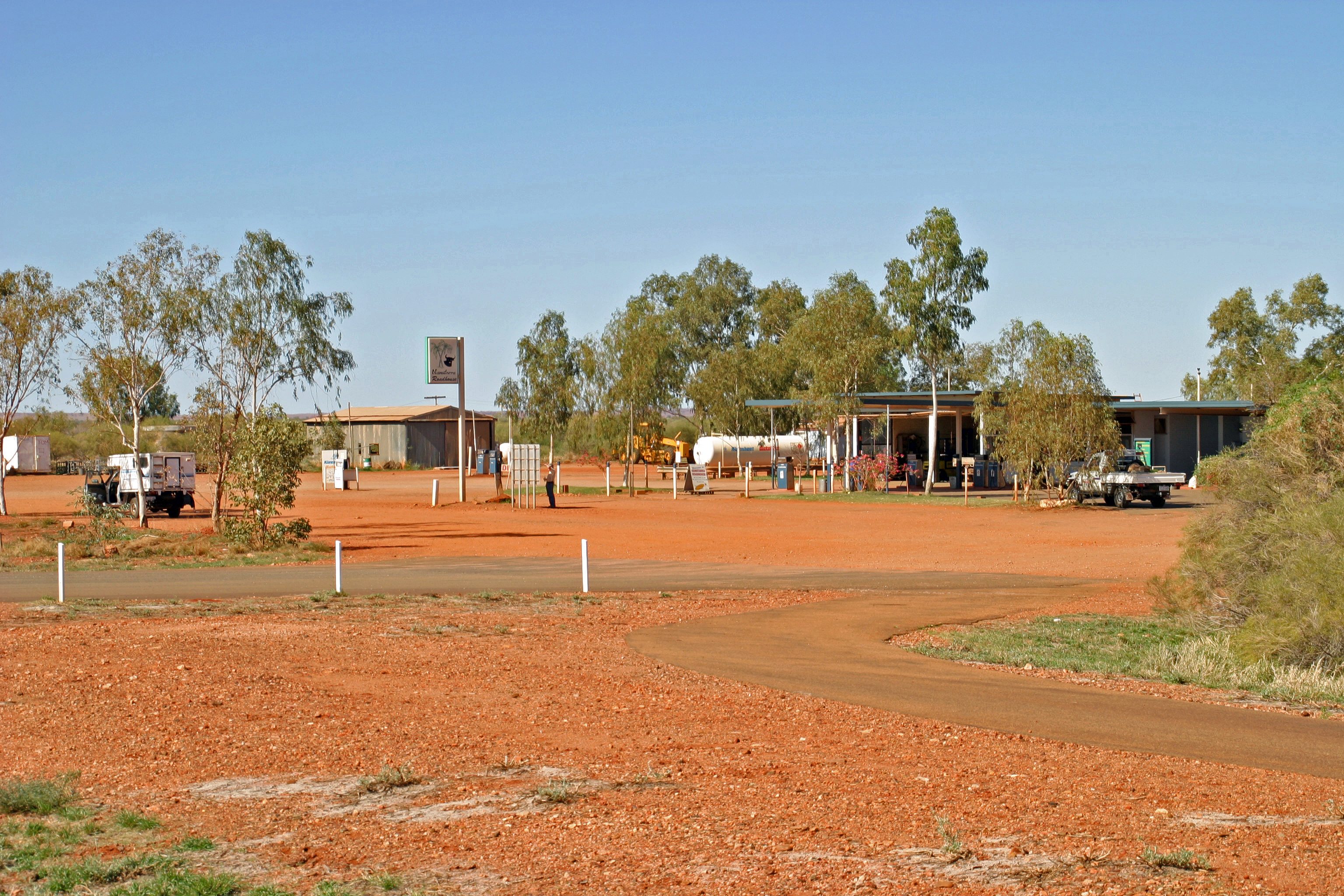
Nanutarra Roadhouse
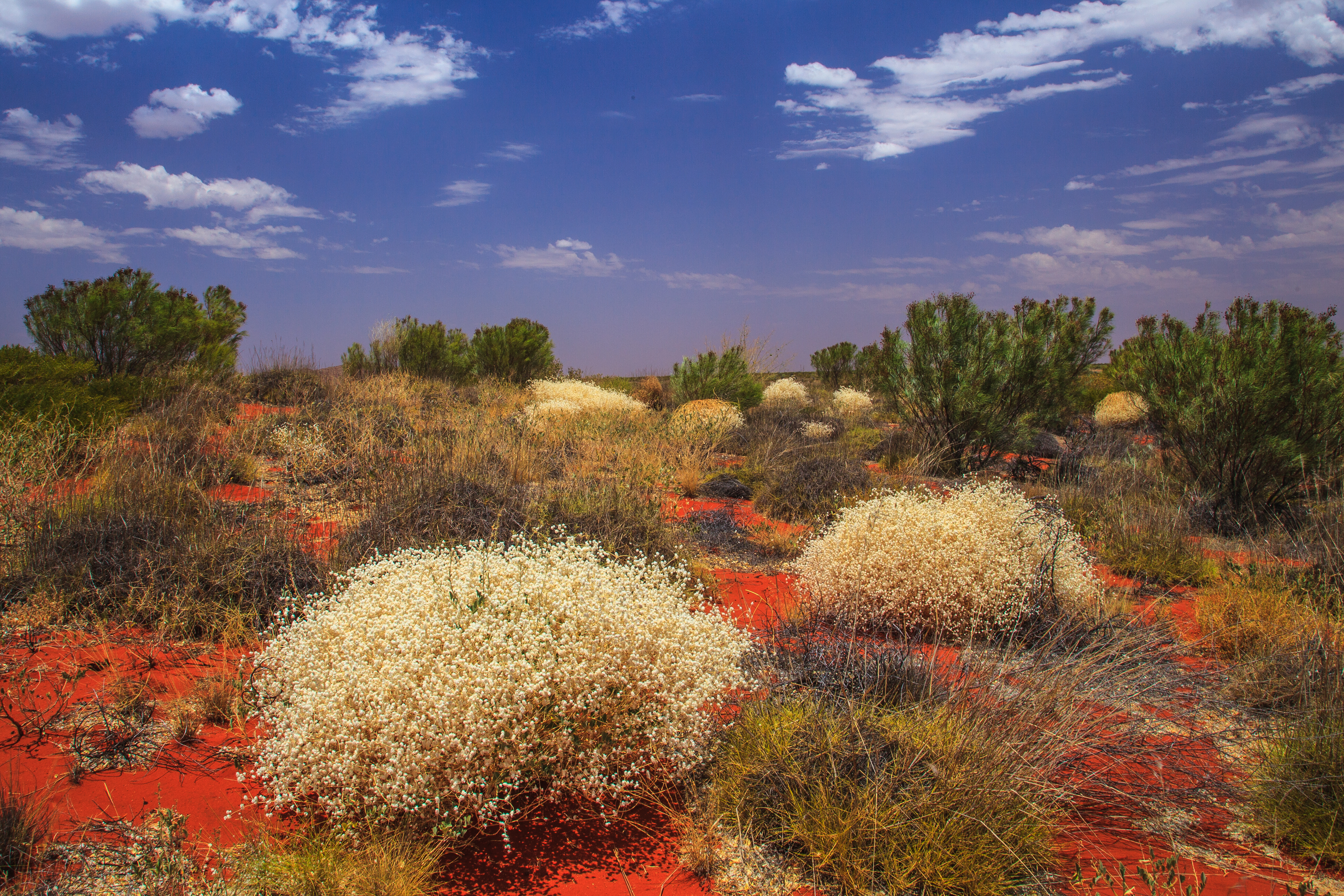
scrubland in bloei
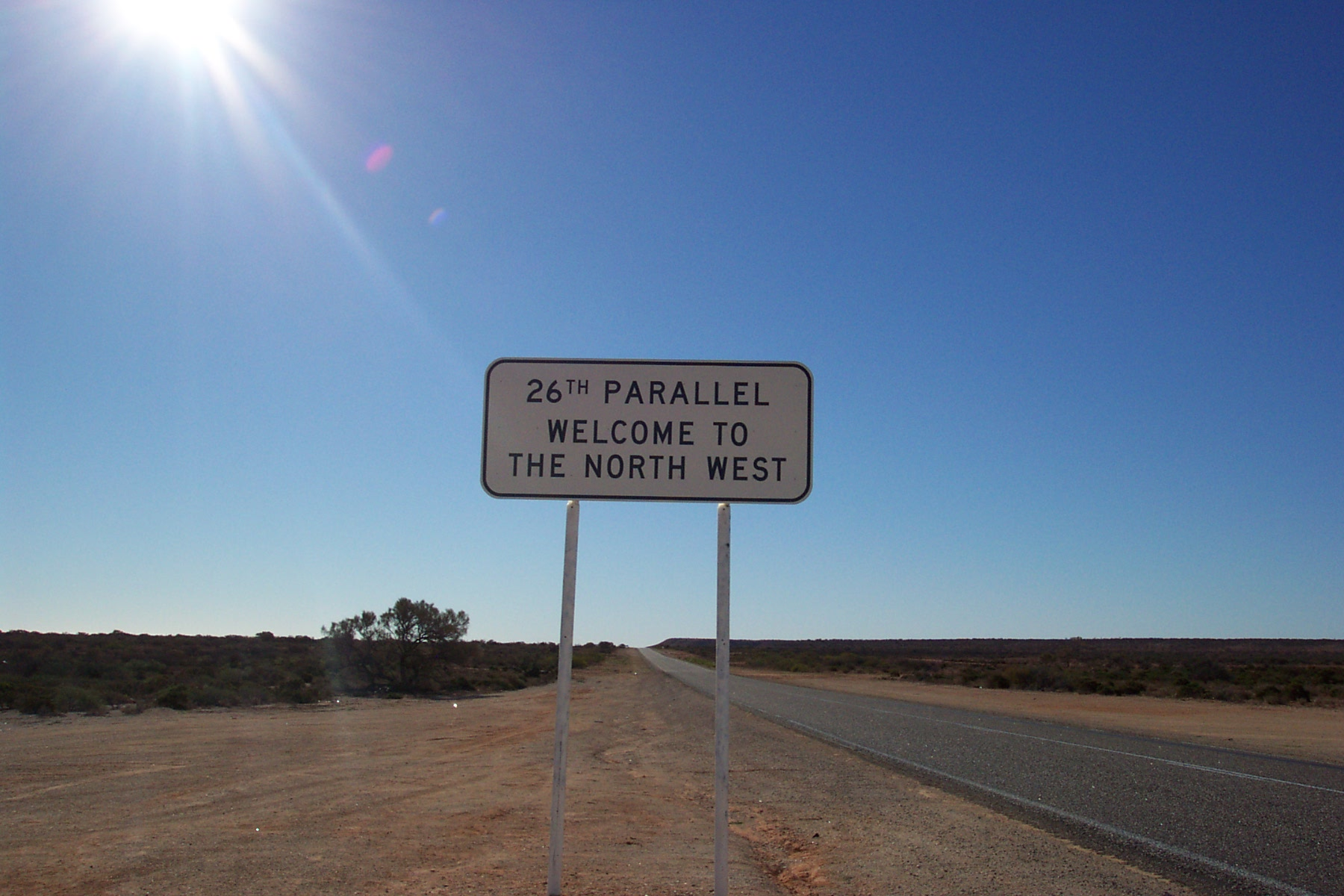
26e breedtegraad